# Maurizio Arrivabene
Maurizio Arrivabene (Brescia, 7 maart 1957) is de voormalige president van Formule 1-team Scuderia Ferrari en CEO van de Italiaanse club Juventus FC.

## Carrière
Arrivabene heeft een marketing- en verkoopachtergrond. In 1997 begon hij met werken bij Philip Morris International, waarna hij vicepresident van Marlboro Global Communication and Promotions werd in 2007, en vicepresident van Consumer Channel Strategy and Event Marketing in 2011. Door zijn werk bij Philip Morris, werd hij betrokken bij het sponsoren van het bedrijf (onder de naam Marlboro, een bedrijf dat toendertijd ook een sponsor was van Ferrari) en zat vanaf 2010 in de Formule 1-commissie als vertegenwoordiger van de sportsponsors.
Arrivabene verving zakenman Marco Mattiacci in november 2014 als teambaas van Ferrari. Deze beslissing werd genomen door de nieuwe voorzitter van Ferrari Sergio Marchionne. Het team behaalde in de tijd dat hij teambaas was 14 overwinningen. In 2019 maakte Ferrari in een statement bekend dat Mattia Binotto de Ferrari-baas zou vervangen, omdat Arrivabene andere dingen die hem interesseren wou gaan doen.
Arrivabene is sinds 2021 CEO van voetbalclub Juventus FC, alhoewel hij al sinds 2012 betrokken was bij management van het team.
In 2022 stapte Arrivabene op als CEO bij Juventus. Volgens Italiaanse media had dit te maken met een onderzoek naar fraude bij de club.

## Privéleven
Arrivabene en Ulrika Eriksson waren vanaf 1990 tot en 1995 getrouwd. Met Ulrika heeft Arrivabene een dochter gekregen, genaamd Stefania. Hij is nu getrouwd met Stefania Bocchi, die ook bij Ferrari werkte.